# Gare de Cheorwon
La gare de Cheorwon (철원역) est une gare ferroviaire sud-coréenne, de la ligne ferroviaire Gyeongwon, située dans le district de Cheorwon, province du Gangwon.
Elle est détruite et fermée depuis la guerre de Corée.

## Historique
Pendant l'administration japonaise, elle était une des grandes gares de la ligne Gyeongwon.
- 21 octobre 1912 : Ouverture de la gare par l'inauguration de la section Yeoncheon-Cheorwon.
- 10 juillet 1913 : Prolongement de la ligne Gyeongwon sur la section Cheorwon-Bokgye.
- 1er août 1924 : Ouverture de la section Cheorwon-Gimhwa de la ligne ferroviaire Kumgangsan.
- 1950? : La gare est brulée et détruite à cause de la guerre de Corée.
- 1988 : Les restes de la gare sont déplacés et restaurés.
- 3 mai 2006 : Le monument des "traverses de la réunification" est inauguré.

## Galerie de photographies

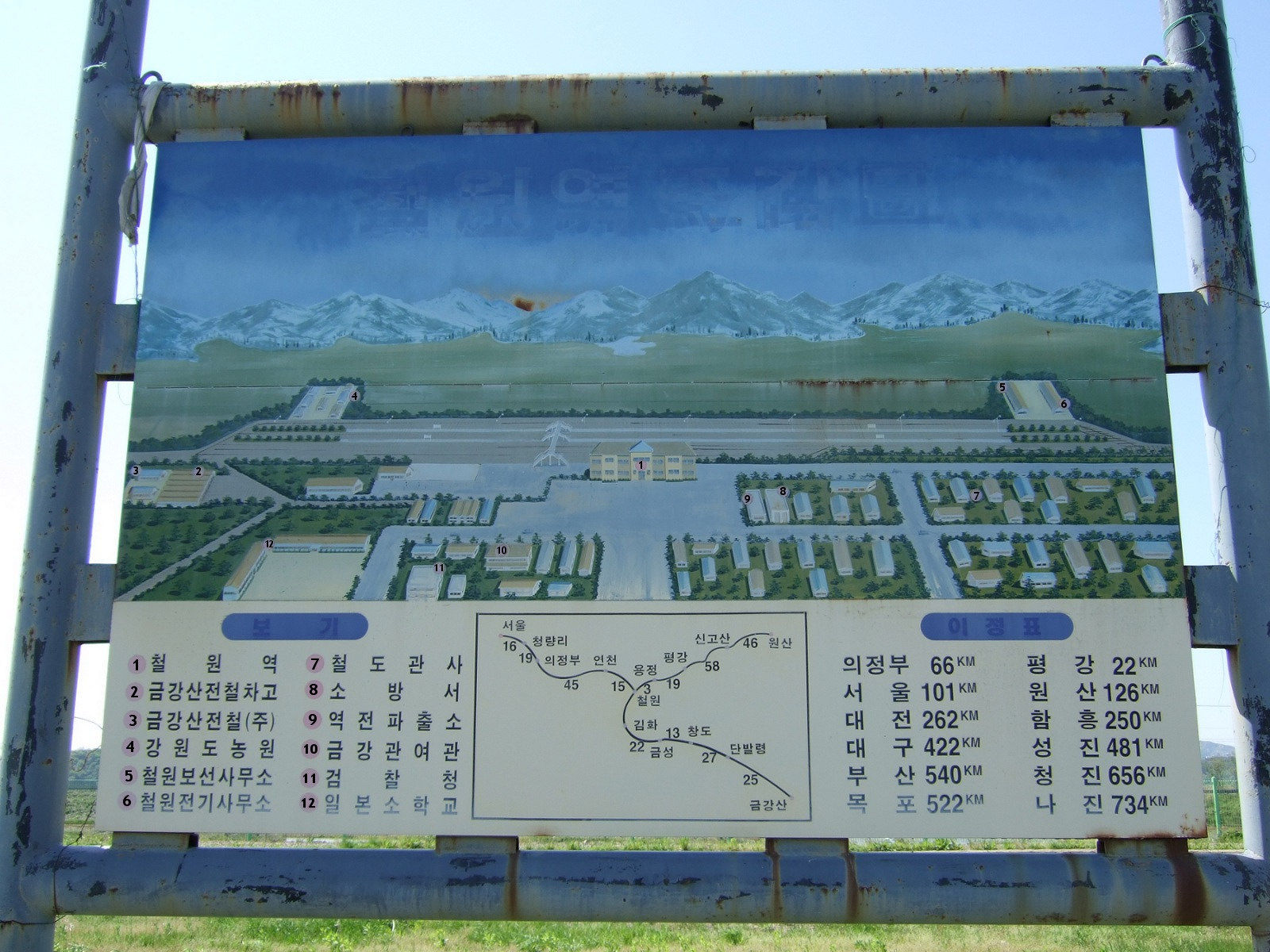
Le plan de la gare  de Cheorwon.
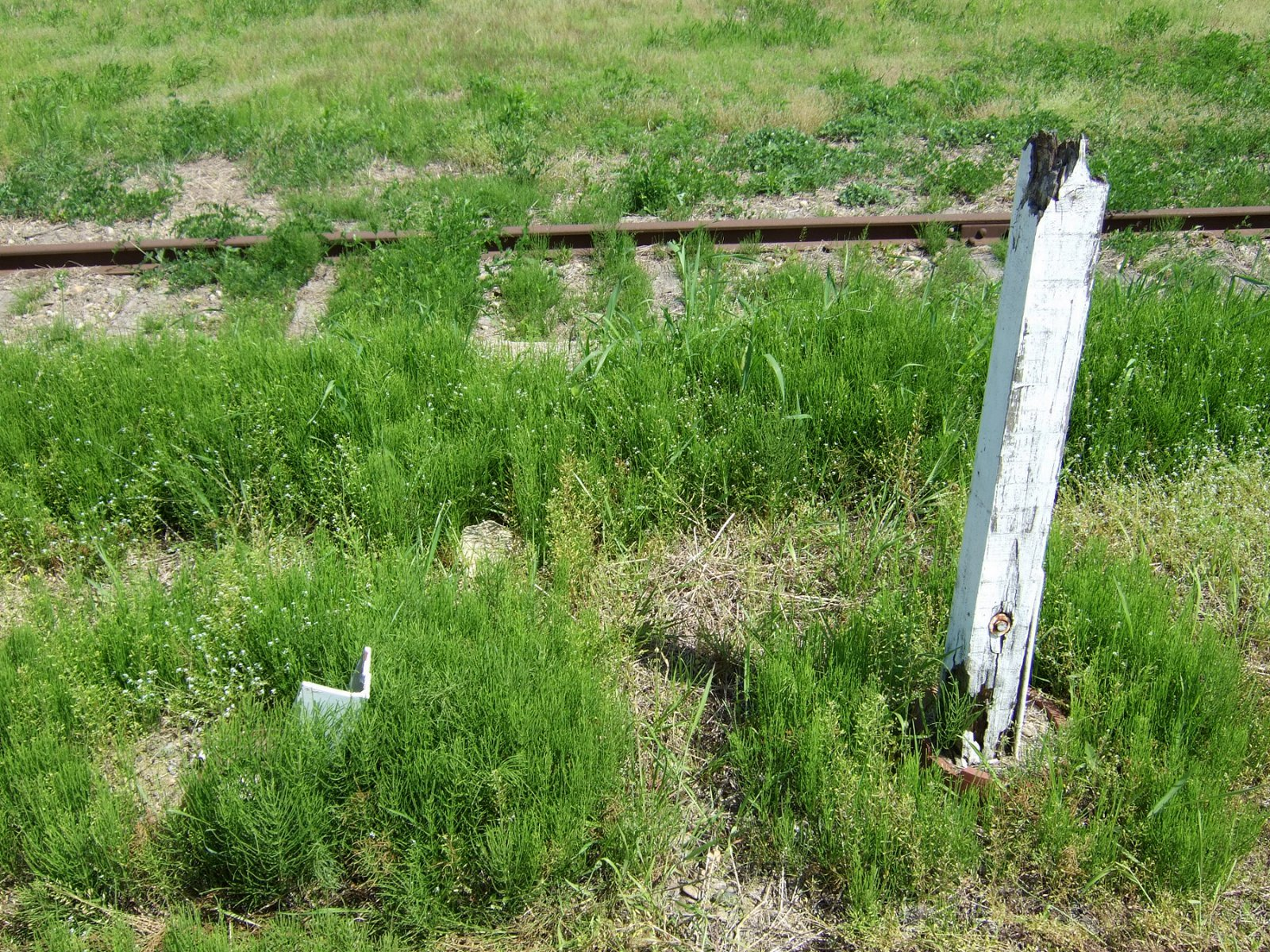
Le panneau indicateur du quai, cassé.
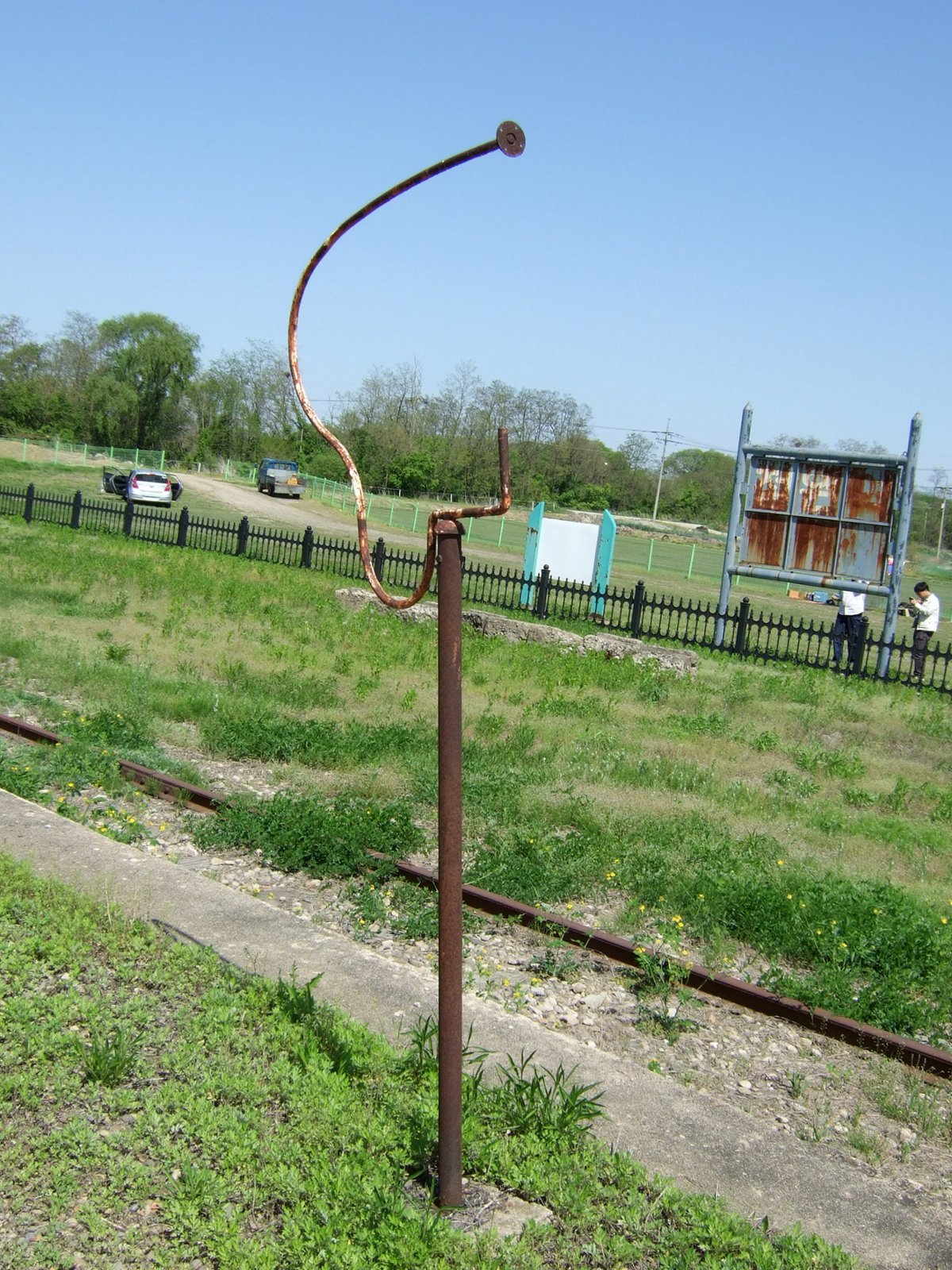
Le crochet de tablet, sur le quai.
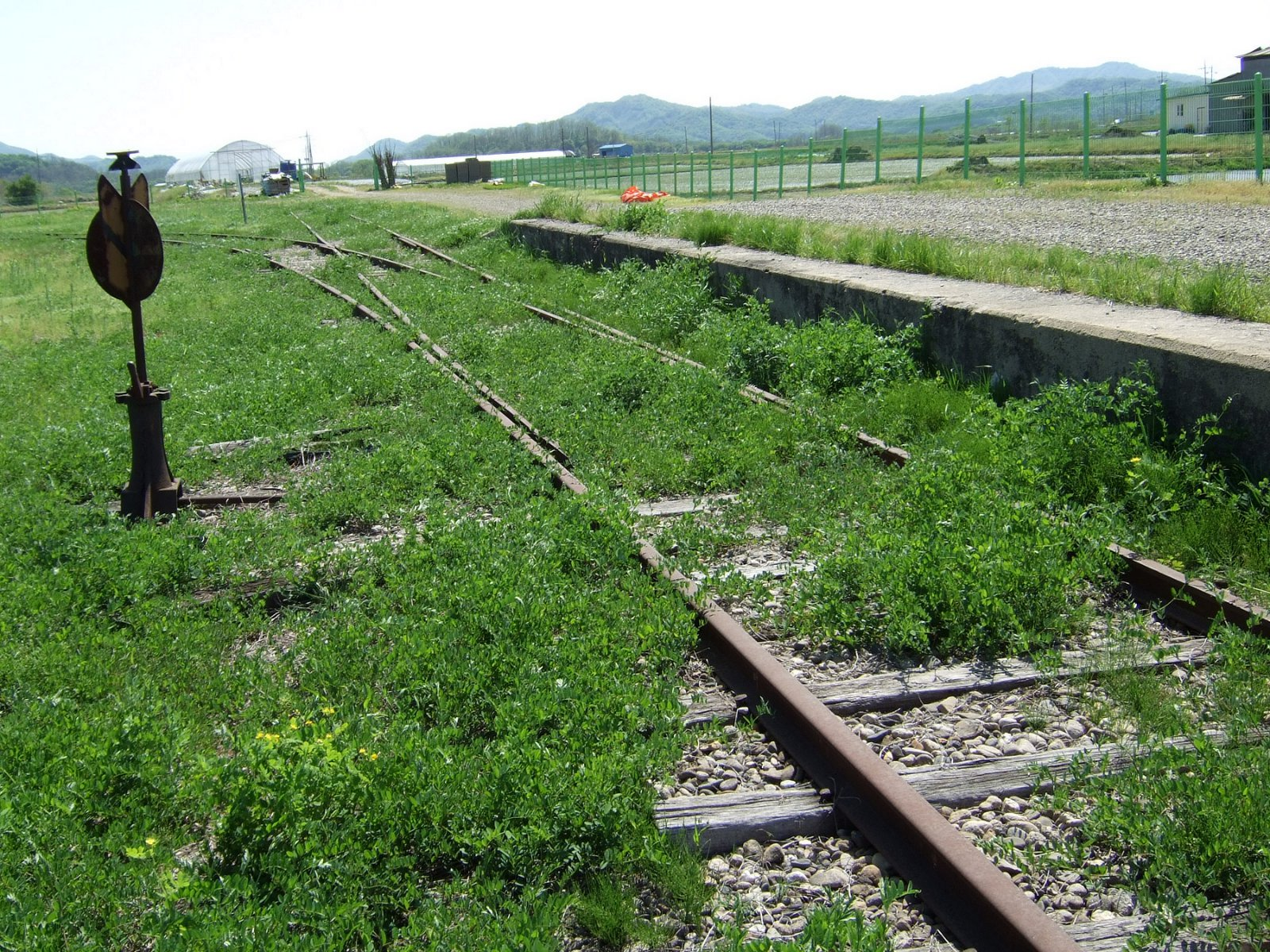
La voie vers Baengmagoji et Yongsan.
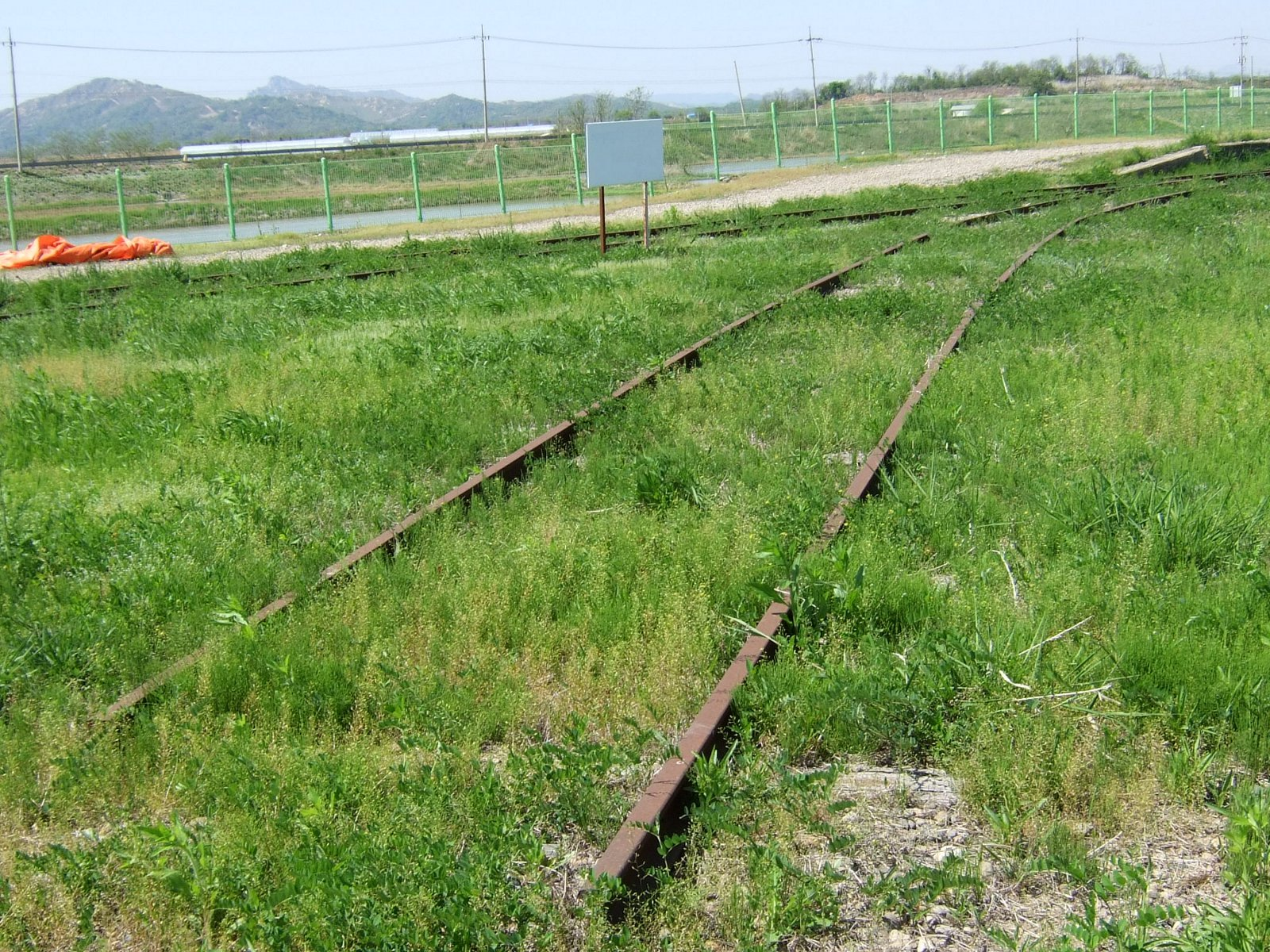
La voie restaurée de la ligne Kumgangsan.
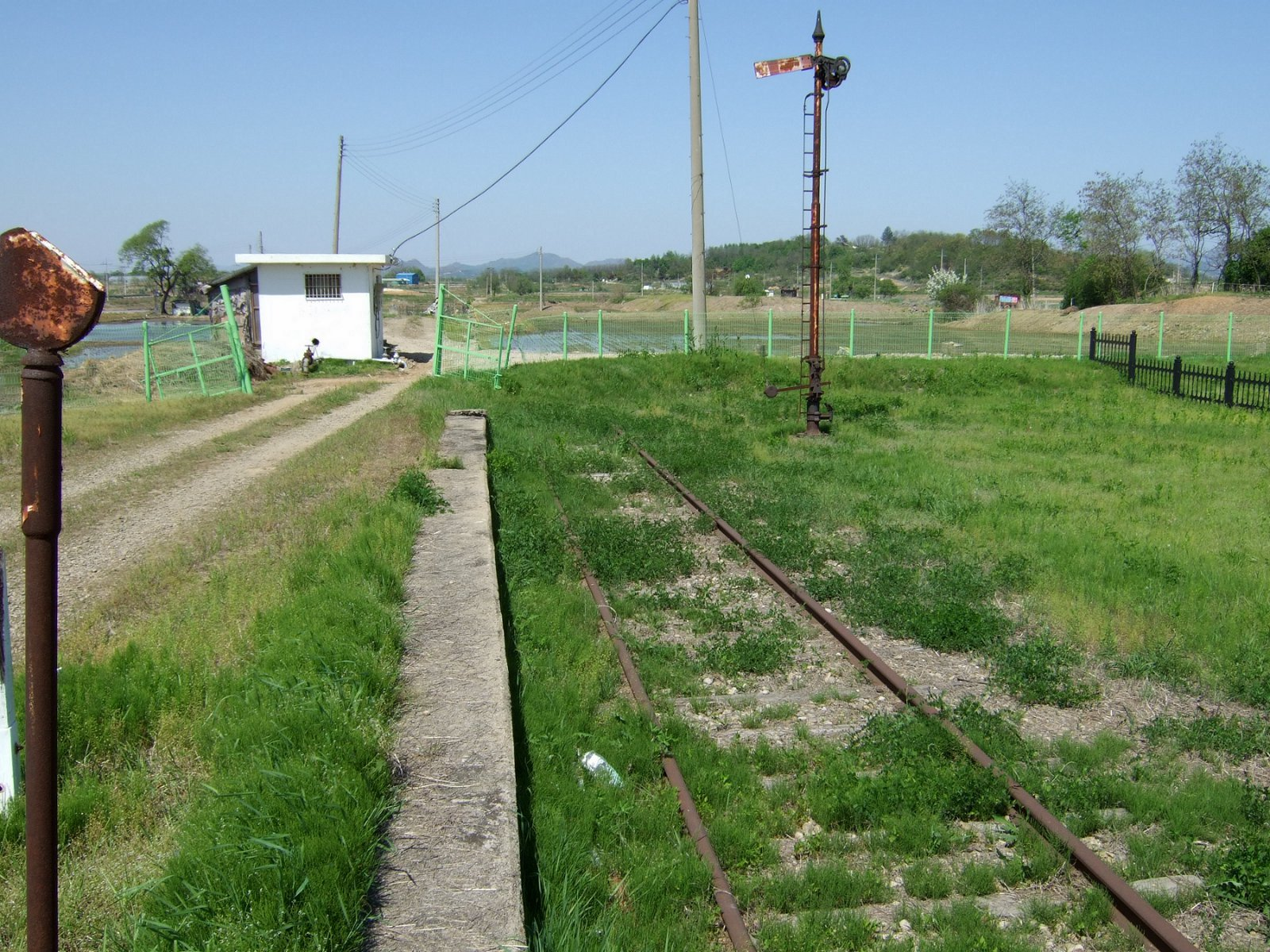
La voie vers Woljeong-ri et Wonsan.
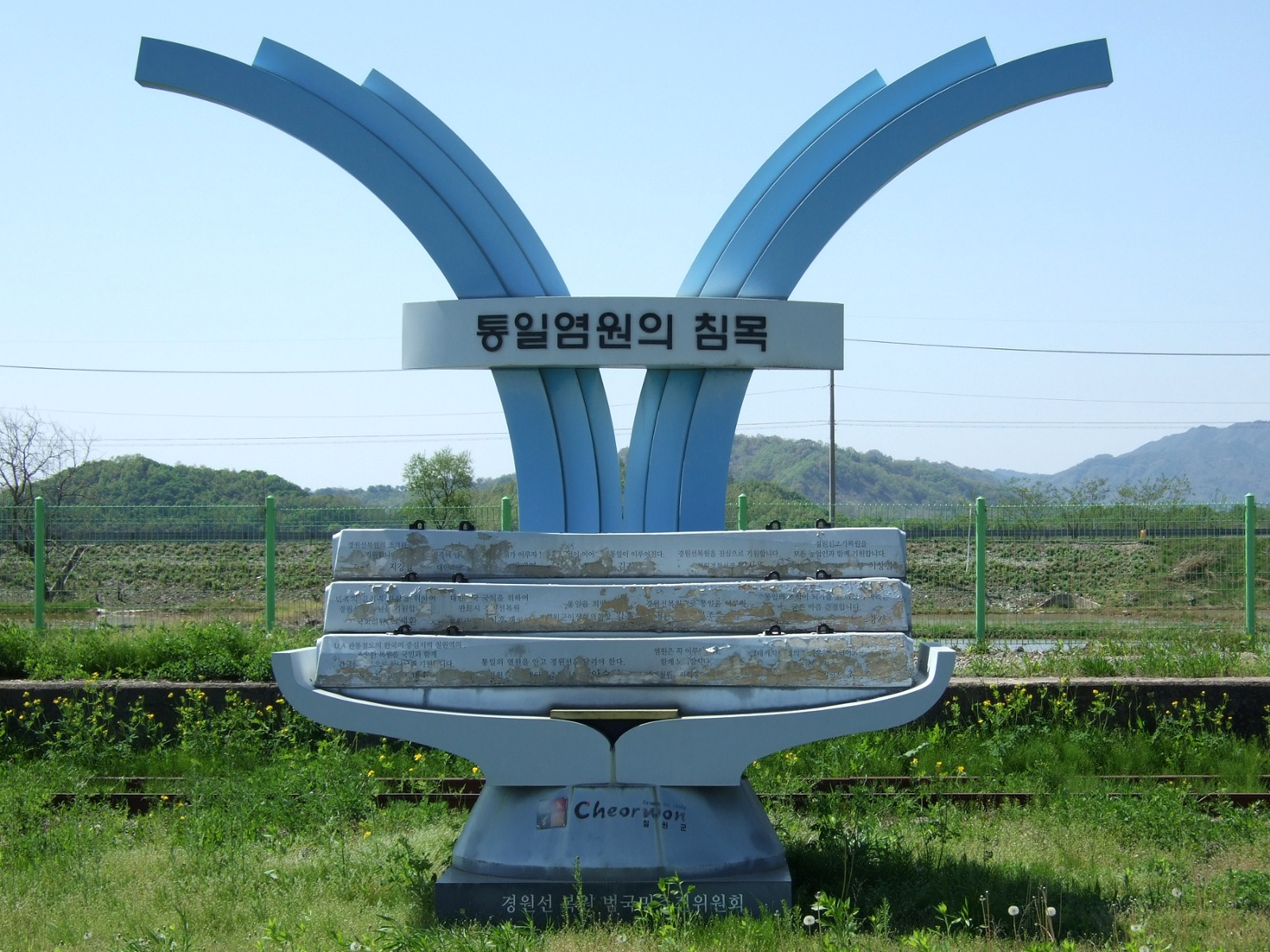
Le monument des "traverses de la réunification".